# 乌托奇卡农村居民点
乌托奇卡农村居民点（俄语：Утянское сельское поселение）是俄罗斯联邦别尔哥罗德州赤卫军区所属的一个农村居民点。其下辖有7个居民点，行政中心为乌托奇卡。据2016年统计，该农村居民点的人口为1475人。